# Monopeltis vanderysti
Monopeltis vanderysti är en ödleart som beskrevs av  Witte 1922. Monopeltis vanderysti ingår i släktet Monopeltis och familjen Amphisbaenidae.

## Underarter
Arten delas in i följande underarter:
- M. v. vanderysti
- M. v. closei
- M. v. lujae